# RS:X
La NeilPryde RS:X est une planche à voile dont le choix par la Fédération internationale de voile a été validé par le Comité olympique international (CIO) pour les Jeux olympiques de Pékin 2008. Le flotteur a été dessiné par le "shaper" Suisse Jean Bouldoires.
Elle remplace la Mistral One Design, qui était la planche adoptée pour les Jeux olympiques d'été de 1996 à Atlanta, Sydney 2000 et Athènes 2004.
Les épreuves de voile aux Jeux de 2020 sont les dernières à proposer une compétition avec cette planche à voile. Pour les Jeux olympiques d'été de 2024 , les épreuves utiliseront une IQFoil ,.

## Matériel
Ce support est un monotype complet (flotteur, aileron, mât, voile, wishbone, rallonge, dérive) : tous les concurrents possèdent exactement le même matériel :
- voile de 9,5 m2 pour les hommes et 8,5 m2 pour les femmes et les jeunes (cadets)
- mât de 520 cm pour les hommes et 490 cm pour les femmes et les jeunes (cadets)
- aileron de 66 cm pour les hommes et 60 cm pour les femmes
- planche de 286 cm de long / 93 cm de large / 15,5 kg / 220 litres

## Concept

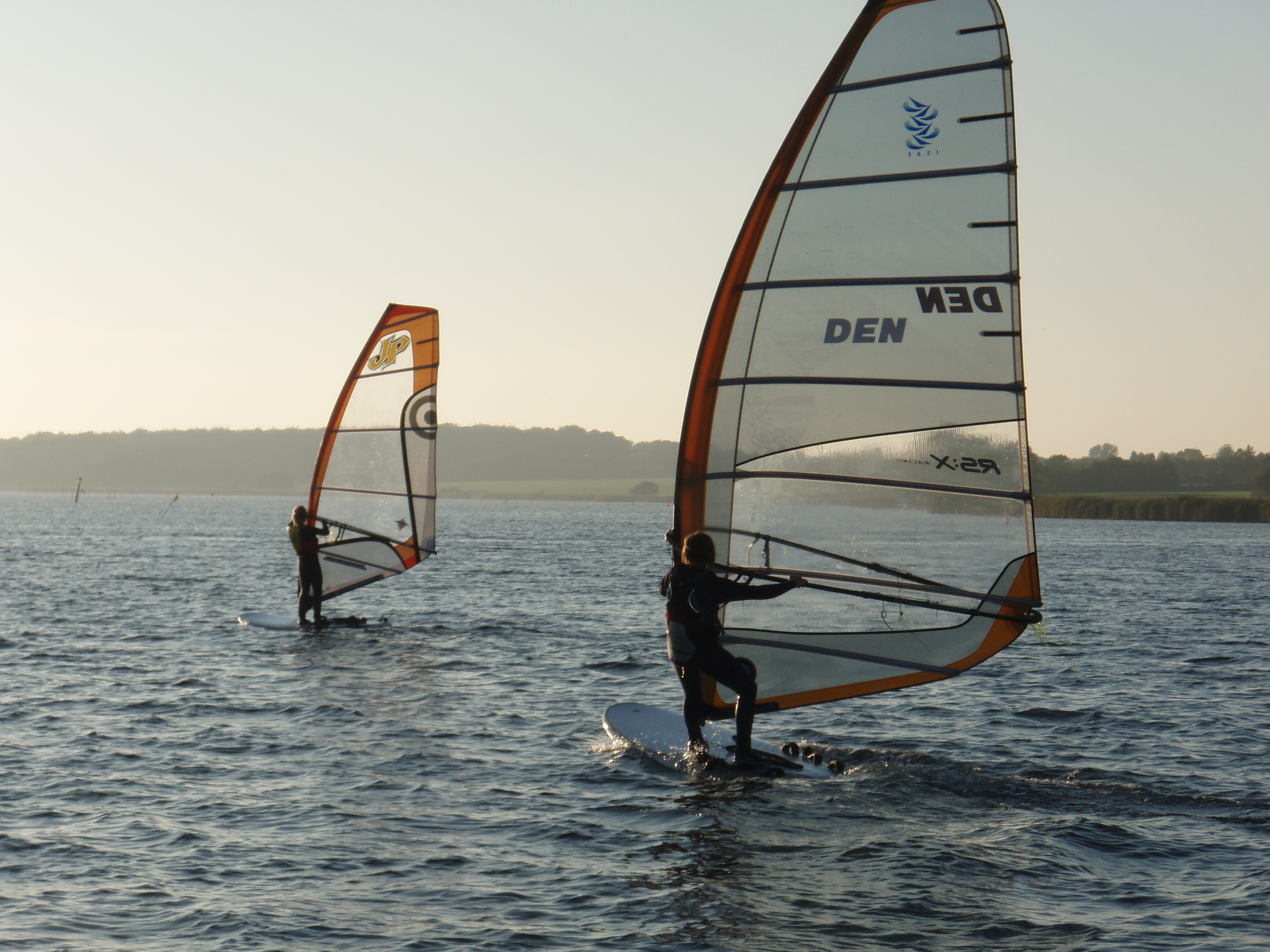
Au premier plan, une RS:X dans du petit temps

La RS:X est une planche hybride : il s’agit d’un planche pouvant naviguer dans peu de vent avec une dérive et remonter au près. Dans plus de vent, cette dérive peut se relever et la planche navigue donc au planing, s’appuyant sur l'aileron pour remonter au près.
Ce support n'a finalement pas été abandonné en faveur du Kitesurf et sera donc bien présent aux JO de 2016 ainsi qu'aux JO de Tokyo au Japon en 2020, les 10 classes de la voile olympique prévues lors des Jeux Olympiques de Rio au Brésil en 2016 ayant été automatiquement reconduites à l’occasion de la conférence annuelle ISAF (la fédération internationale de voile) qui se déroulait du 9 au 16 novembre 2013 à Mascate au Sultanat d’Oman.